# Cruel Intentions 3 - Il fascino della terza volta
Cruel Intentions 3 - Il fascino della terza volta (Cruel Intentions 3) è un film del 2004, diretto dal regista Scott Ziehl, seguito di Cruel Intentions - Prima regola non innamorarsi e Cruel Intentions 2 - Non illudersi mai.

## Trama
Jason e Cassidy sono due ragazzi ricchi, amici di lunga data, ma Jason è innamorato di Cassidy e non nasconde affatto la cosa, tuttavia l'amica non gli si è mai concessa, respingendolo ogni volta come se fosse un gioco. Al campus, intanto, arriva un ragazzo nuovo, Patrick, un imbranato con tosse nervosa e poco sveglio e si rivela essere il compagno di stanza di Jason.
Jason fa una scommessa con Cassidy ad andare a letto entro 48 ore con Christopher, un giovane inglese di nobili origini e amico della famiglia reale britannica, il quale è già nelle mire di Cassidy da qualche giorno. I due scommettono 10.000 dollari, dopodiché Jason aggiunge alla scommessa anche Patrick, ponendo come condizione che lei gli procuri delle prove, facendo quindi un'altra scommessa da 10.000 dollari. La ragazza, convinta di vincere facilmente, cerca di conquistare Patrick, ci riesce e registra l'audio del loro incontro: fa quindi ascoltare il nastro a Jason e lui le dà i primi 10.000 dollari.
Cassidy organizza una cenetta romantica per lei e Christopher nella sua suite, convinta che a fine serata avrà guadagnato altri 10.000 dollari. Ma i suoi piani vengono interrotti dall'intrusione di Patrick che rivela al ragazzo di aver fatto l'amore con la bella Merteuil, che l'incontro è stato registrato e che lei in cambio ha ricevuto 10.000 dollari. Christopher va via dalla suite schifato.
Solo allora Patrick si rivela per quello che è: un vile calcolatore; non è mai stato imbranato e in realtà era d'accordo con Jason. I soldi erano di Patrick e non di Jason, in questo modo Patrick si è potuto portare a letto Cassidy per poi riprendersi i suoi soldi.
Cassidy decide allora, per vendicarsi, di istigare i due a fare una scommessa tra di loro con in palio l'esclusiva della camera al dormitorio: tema della scommessa è la conquista di Alison e Sheila, due ragazze felicemente fidanzate, l'una con David, fidanzata con lui per decisione dei genitori da quando era all'asilo, e l'altra con Michael, un ragazzo affascinante e dolce.
Jason riesce con un inganno a partire in gita con Sheila al posto di Michael e lì il ragazzo la sedurrà abilmente e i due andranno a letto.
Patrick invece non riesce a conquistare Alison, di cui tra l'altro è buon amico, che sembra essere attratta da Brent, un palestrato che tenta invano di sedurre Cassidy. Patrick allora paga il ragazzo per andare con Alison: mentre i due hanno un rapporto sulla spiaggia, Patrick scatta delle foto con l'intenzione di ricattarla.
Va quindi nella stanza della ragazza e le mostra le foto, ricattandola. Patrick la stupra e la punisce facendola andare a letto con altri ragazzi solo per il gusto di vendicarsi dell'ennesima persona che lo rifiuta.
Jason ritorna dalla gita e vede Cassidy baciarsi con Michael, segnando la rottura definitiva tra i due fidanzati. Jason, scoperto ciò che ha fatto Patrick, rimane disgustato e gli dice lui e Sheila si sono divertiti entrambi mentre Patrick ha distrutto la vita di Alison e pone fine alla loro amicizia e alle loro scommesse.
Tra Jason e Cassidy, intanto, scoppia l'amore, lei si è resa conto di essere gelosa di lui e Sheila e capisce che in realtà Jason le piace davvero. Patrick, però, compare di nuovo e sfida Jason: il primo che si porta a letto Cassidy vince un dollaro. Jason accetta, ma Patrick va subito da Cassidy e le racconta della scommessa, conquistandola e avendo un rapporto sessuale.
Jason arriva poco dopo la conclusione del loro incontro e Patrick si vanta di aver distrutto la loro relazione, ma in realtà si tratta solo di un piano di Cassidy e Jason per vendicare Alison. Cassidy, infatti, ha preso un sonnifero prima del rapporto con Patrick e si è fatta legare con una cintura durante l'atto, dopodiché si strappa i vestiti e in questo modo potrà denunciarlo per averla violentata. Jason rimarca a Patrick che, dopo quanto fatto ad Alison, ha accettato felicemente di collaborare perché Patrick finisse in prigione. Cassidy gli rivela inoltre che la maggior parte degli eventi era stata prevista da lei per vendicarsi dei due ragazzi, istigandoli a scommettere su Sheila ed Alison, per poi suggerire lei stessa a Patrick di usare Brent per pareggiare la scommessa con Jason, sapendo che con un pareggio i due sarebbero tornati a scommettere per lei. Dopo la violenza di Patrick verso Alison, però, Cassidy e Jason hanno deciso di collaborare per far arrestare Patrick. Al momento dell'arresto, Patrick sostiene che sono solo fandonie, ma poi scopre che, grazie alla denuncia di Cassidy, Alison lo ha a propria volta denunciato per lo stupro, di fatto segnando la sua condanna.
Jason e Cassidy sembrano liberi di stare insieme, fino a quando lei non propone nuovamente a Jason la stessa scommessa iniziale su Christopher, lasciando il ragazzo sorpreso e poi divertito.